# Lepidonotus javanicus
Lepidonotus javanicus är en ringmaskart som beskrevs av Horst 1917. Lepidonotus javanicus ingår i släktet Lepidonotus och familjen Polynoidae. Inga underarter finns listade i Catalogue of Life.